# NWA Central States Tag Team Championship

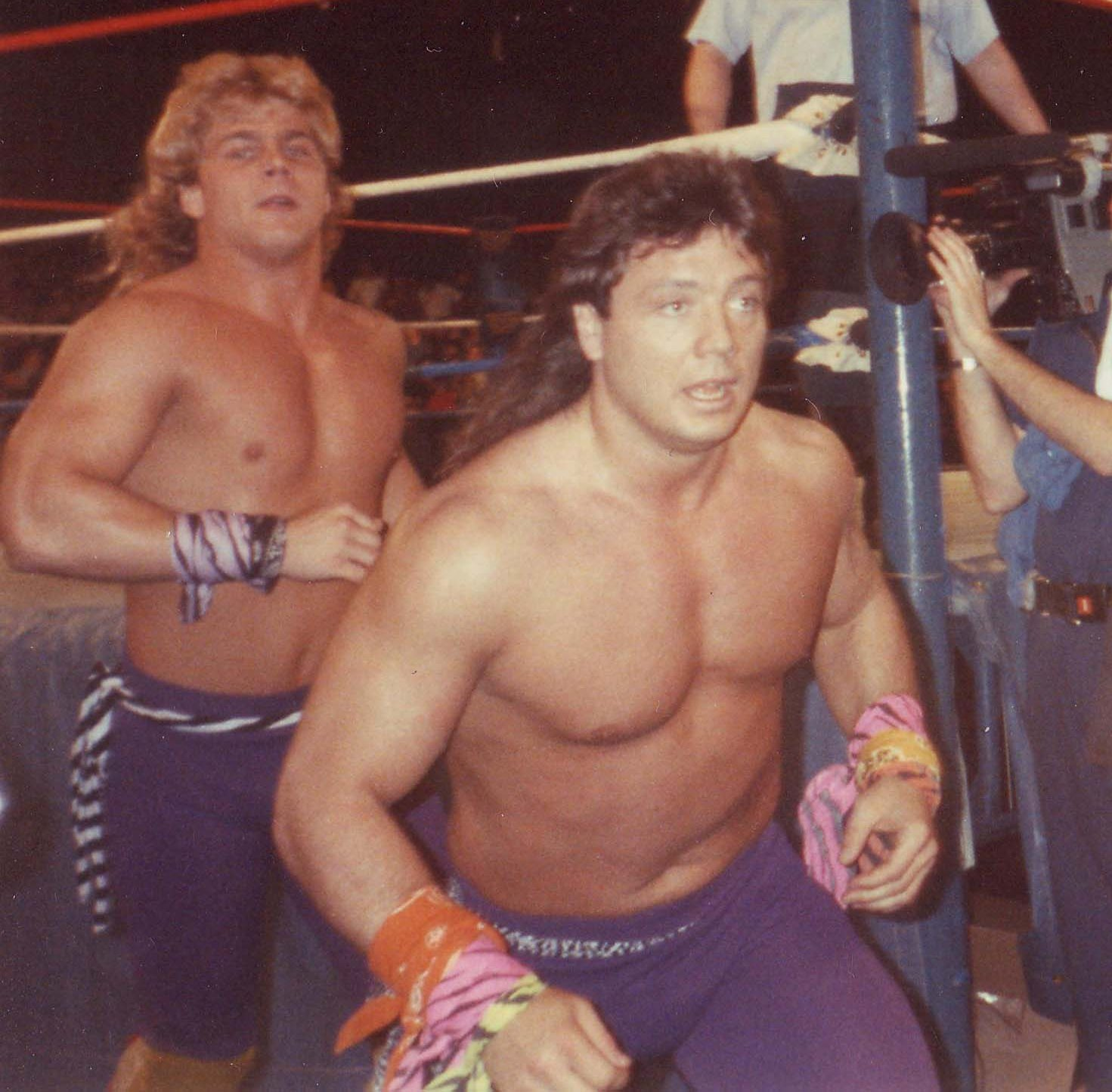
Competidores del NWA Central States Tag Team Championship.

El NWA Central States Tag Team Championship fue un campeonato principal de la división en parejas por la promoción de la  Heart of America Sports Attractions / Central States Wrestling desde 1979 hasta su cierre en 1988. El Central States Tag Team Championship originalmente existió por un corto período de tiempo en 1961, pero sus días de gloria tomaron lugar desde 1979 hasta 1988, donde fue reemplazado por la versión del Central States de la NWA World Tag Team Championship.

## Lista de campeones (1961)
| Luchador                           | N.º | Fecha               | Días | Lugar               | Notas |
| ---------------------------------- | --- | ------------------- | ---- | ------------------- | --- |
| The Medics (Medic I & Medic II)    | 1   | 19 de enero de 1961 |      | Kansas City, Kansas | Ver listaDerrotó a Sonny Myers y John Paul Henning en la final de un torneo de 8 hombres para convertirse. |
| Bulldog Austin & Tarzan Kowalski   | 1   | 1961                |      |                     | |
| Bulldog Austin (2) & Don McClarity | 1   | mayo de 1961        |      |                     | Ver listaTarzan Kowalski abandonó la empresa, siendo forzados a entregarle la otra mitad a Don McClarity.  |
| Sonny Myers & Bobby Graham         | 1   | julio de 1961       |      | Kansas City, Kansas | |

## Lista de campeones (1979–1988)
| Luchador                        | N.º | Fecha                 | Días | Lugar               | Notas                                                                |
| ------------------------------- | --- | --------------------- | ---- | ------------------- | -------------------------------------------------------------------- |
| Bryan St. John & Randy Alls     | 1   | 26 de febrero de 1979 |      | Wichita, Kansas     | Ver listaGanaron un torneo ganando el campeonato.                    |
| Jerry Brown & Hartford Love     | 1   | marzo de 1979         |      |                     |                                                                      |
| Bryan St. John (2) & Bill Irwin | 1   | 17 de mayo de 1979    |      | Wichita, Kansas     |                                                                      |
| Vacante                         | -   | 1979                  | -    |                     |                                                                      |
| Jerry Brown (2) & The Turk      | 1   | 12 de julio de 1979   | 30   | Kansas City, Kansas | Derrotó a "Bulldog" Bob Brown y Gama Singh en la final de un torneo. |